# 太平洋平頭鮋
太平洋平頭鮋（学名：Plectrogenium nanum），又稱平額鮋，俗名石狗公，為輻鰭魚綱鮋形目平頭鮋科的其中一種。

## 分布
本魚分布在日本至夏威夷間的太平洋海域。

## 深度
水深250~670公尺。

## 特徵
本魚體型延長，軀幹呈橢圓狀，頭部棘稜發達，頭額扁平，口小，略尖似鳥嘴。眼大稍狹長，眼下部有一水平排列的強突棘，無前額突；胸鰭下部鰭條稍長而形成一葉狀突起；尾鰭截形。體為紅色，背鰭之軟條部份有一大型深紅色圓斑，臀鰭及尾鰭暗色邊。背鰭硬棘12枚、軟條7枚；臀鰭硬棘3枚、軟條5枚。體長可達6.5公分。

## 生態
屬於深海種類，肉食性，以小型甲殼類為食物。

## 經濟利用
無任何經濟價值。